# IC 1347
IC 1347 је лентикуларна галаксија у сазвјежђу Водолија која се налази на листи објеката дубоког неба у Индекс каталогу.
Деклинација објекта је - 13° 18' 46" а ректасцензија 21h 1m 44,3s. Привидна величина (магнитуда) објекта IC 1347 износи 14,4 а фотографска магнитуда 15,3. IC 1347 је још познат и под ознакама MCG -2-53-20, NPM1G -13.0510, PGC 65928.